# Danny Kallis
Danny Kallis (...) è uno sceneggiatore, regista e produttore televisivo statunitense.
Ha creato e diretto le sitcom: 
- Un genio in famiglia (1997-1998)
- Zack e Cody al Grand Hotel (2005-2008)
- Arwin! (non più prodotto)
- Zack e Cody sul ponte di comando (2008-2011)